# پل خشتی چمار سرا

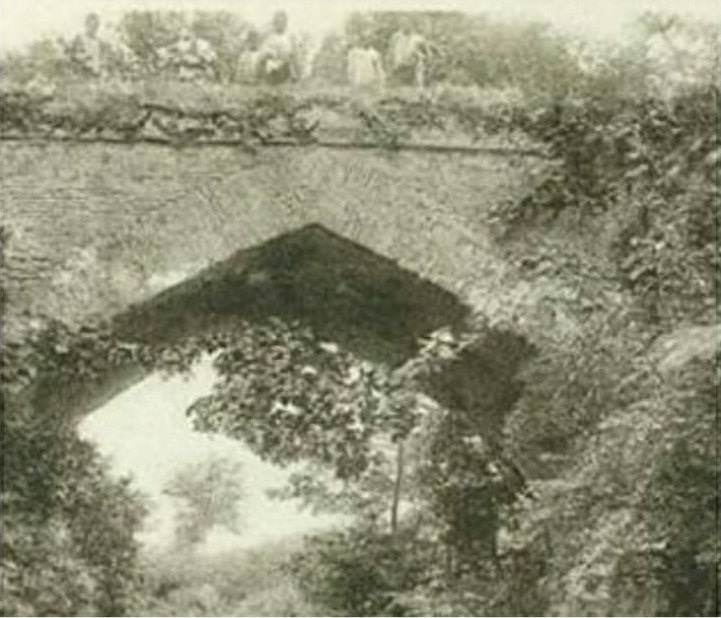
عکس قدیمی از پل خشتی چمار سرا

پل خشتی چمار سرا و یا به زبان گیلکی چومار سرا خشته پورد در حدفاصل سال‌های ۱۲۳۴-۱۲۳۰ هجری قمری در زمان سلطنت فتحعلی‌شاه قاجار و در دوران حکمرانی خسروخان گرجی حاکم وقت گیلان در محله‌ای به نام چمار سرا واقع در حد غربی رشت آن دوران ساخته شد. این پل خشتی با ۳ دهانه و ۲ طاق جناغی و به طول ۲۰ متر و عرض ۵ متر از شرق به غرب رودخانه گوهررود در مسیر شاه‌راه اصلی شاه عباسی با استفاده از آجر، ساروج و سنگ ساخته شد و راه ارتباطی اصلی به سمت غرب گیلان به شمار می‌رفت.
این پل در زمان گذشته دارای اهمیت استراتژیک بود و نقش مهمی را در جریان جنبش جنگل ایفا کرد. مرکز اولیه مبارزات میرزا کوچک خان در گوراب زرمیخ بود و این پل خشتی تنها راه ارتباطی گوراب زرمیخ با رشت بود که مسیر تردد میرزاکوچک خان و یارانش را فراهم می‌کرد. گفته می‌شود میرزاکوچک خان با عبور از روی این پل به سبزه میدان رفت و قیام معروف خود به نام جنبش جنگل را اعلام کرد.
گزارش ارائه شده در کتاب «ولایات دارالمرز ایران گیلان» نوشته یاسنت لویی رابینو، نایب کنسول بریتانیا در رشت در اوایل قرن بیستم، نشان می‌دهد که تا زمان وی ۱۰ پل خشتی بروی دو رودخانه زرجوب و گوهررود رشت احداث شده بود. ۲ عدد از پل‌های خشتی رودخانه گوهررود در دهه ۳۰ و پل خشتی ملقب به پل عراق در دهه ۸۰ تخریب شدند تا در نهایت پل خشتی چمار سرا به تنها پل خشتی باقیمانده از رشت قدیم تبدیل شود. این اثر در تاریخ ۲۵ مرداد ۱۳۷۸ با شماره ثبت ۲۳۷۶ به‌عنوان یکی از آثار ملی ایران به ثبت رسیده است.

## وضعیت کنونی
تا چند دهه قبل این پل خشتی همچنان راه ترددی به سمت غرب گیلان بود اما با احداث پل بتنی در مجاورت آن عملا غیرقابل رویت گردیده و به دست فراموشی سپرده شده است. تاسیسات شهری به طرز غیر قابل باوری از کنار جانپناه پل خشتی عبور می‌کند. دو دهانه این پل خشتی بر اثر ضایعات پل جدید بتنی و رسوبات رودخانه کاملا مسدود شده است و تنها دهانه اصلی آن قابل رویت است. رطوبت شدید شهر رشت باعث رشد درختان و گیاهان در لا‌به‌لای خشت‌ها شده است. شهرداری رشت در تابستان سال ۱۳۹۷ تصمیم به مرمت پل خشتی با انجام خاکبرداری از روی سطح پل گرفت اما خاکبرداری‌های صورت گرفته سبب نشست پل خشتی شد و حتی برخی از قسمت‌های جانپناه این پل فرو ریخت. تمامی این عوامل عملا این بنای ملی را درمعرض نابودی قرار داده است.